# Aenne Franz

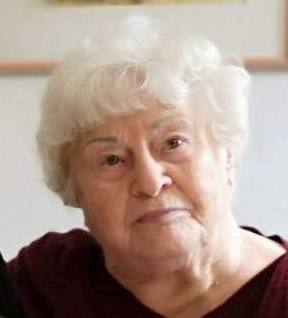
Aenne Franz (2020)

Aenne Franz, geb. Mathonet (* 21. Oktober 1923 in Solingen; † 7. April 2023 ebenda), war eine deutsche Mundartschriftstellerin.

## Leben
Aenne Franz stammte aus einer sozialdemokratischen Familie. Ihr Vater war ab 1919 in der SPD. Sie absolvierte während der NS-Zeit ihren Reichsarbeitsdienst in Thüringen. Nach dem Zweiten Weltkrieg baute sie ab 1947 in Solingen sowohl die Sozialdemokratische Partei Deutschlands als auch die Arbeiterwohlfahrt (AWO) wieder mit auf. 1949 war sie mit Karl Schröder an der Organisation der Reichskonferenz der AWO in Solingen beteiligt. Ab 1967 war sie in der Mundartgruppe „De Hangkgeschmedden“ aktiv, viele Jahre als deren „Baas“ (Chef). Von ihr verfasste Gedichte und Geschichten wurden im Solinger Tageblatt sowie in vier Anthologien im Verlag B. Boll veröffentlicht. Auch war sie beim Westdeutschen Rundfunk (WDR) als Mundartsprecherin tätig. Sie leitete 1983 die Gruppe Rheinischer Mundartschriftsteller Bergisches Land als Regionalgruppe in der Gruppe Rheinischer Mundartschriftsteller. Große Teile ihrer Sammlung mit Mundarttexten, auch historischen, überließ sie dem Stadtarchiv Solingen.
Im Jahr 1991 erhielten De Hangkgeschmedden den Kulturpreis der Bürgerstiftung Baden für die Verdienste um die Pflege der Solinger Mundart. 2012 erhielt Aenne Franz eine Ehrung für die 65-jährige Zugehörigkeit zur SPD, 2018 folgte eine weitere für ihre 70-jährige Mitgliedschaft. Anfang 2013 trat sie als Revisorin der AWO zurück und erhielt zum Dank das „Offene Herz“, das Symbol der AWO, das von der Jugendhilfe-Werkstatt als Metallkunstwerk gestaltet worden war.
Von 1951 bis 1980 war Aenne Franz mit dem Kaufmann Ernst Franz verheiratet. Die gemeinsame Tochter ist die Journalistin Renate Franz. Aenne Franz starb am 7. April 2023 im Alter von 99 Jahren.

## Werke
Über mehrere Jahrzehnte hinweg erschienen ihre Gedichte unter anderem in den Anthologien der Solinger Mundartschriftstellergruppe Hangkgeschmedden:
- Hangkgeschmedt, 1974, DNB 750048212:
  - Der psychologische Vogel (S. 104)
  - Owendlied (S. 107)
  - Manengk (S. 151)
  - 4. November 1944 (S. 168)
  - Aprel (S. 196)
  - De Franzus hat reiht (S. 237)

- Scharp geschliepen, 1980, DNB 830202986:
  - Mott dat sinn (S. 41)
  - Am Rusenmongad! (S. 41)
  - Wat seßte nu? (S. 136)
  - Nit te ängern (S. 137)
  - Su wierd men Konschaft quitt (S. 138)
  - Die Utred (S. 139)
  - Der Kosename (S. 172)
  - Schwiegen es Gould (S. 173)
  - Ouch en Aandenken (S. 174)
  - Nerven (S. 178)

- Met on ohne Schröm, 1987,DNB 881090565:
  - Ganz eifach (S. 51)
  - Aktiun Kappes (S. 53)
  - Hochtietsdag em Keller (S. 56)
  - Baul nen Krimi (S. 59)
  - Husfrauenleid (S. 61)

- 40 Johr De Hangkgeschmedden, 1991, DNB 931975166:
  - Möngsten on de Riesenbröck (S. 112)
  - War sall dat? (S. 114)
  - Fachlütt (S. 115)
  - Vaselwer Müß (S. 118)
  - Es dat astängdeg (S. 119)
  - Chreßowend (S. 120)
  - Der ierschte Mensch (S. 123)

- Außerdem: Langk em Reen : Owendlied. In: Hannes Martens, Josef Maria Lenzen (Hrsg.): Rheinische Mundart: Anthologie 1979 (= Stimmen der Landschaft). Rheinland-Verlag, Köln 1979, ISBN 978-3-7927-0460-8, S. 183.